# Foxhound amerykański
Foxhound amerykański – rasa psa należąca do grupy psów gończych, posokowców i ras pokrewnych, zaklasyfikowana do sekcji psów gończych. Znajduje się w podsekcji dużych psów gończych. Podlega próbom pracy.
Hoduje się go nie tylko na polowania, ale także jako psa wystawowego.
Jest blisko spokrewniony z foxhoundem angielskim, który wraz z psami gończymi z Francji przyczynił się do powstania foxhoundów amerykańskich w XVIII wieku.

## Wygląd
Umaszczenie dopuszczalne w każdym kolorze, choć najczęściej jest trójkolorowe. Sierść krótka, twarda i przylegająca. Lekko wysklepiona czaszka, średniej długości, proste i szerokie uszy. Głęboka klatka piersiowa, ukośne, muskularne łopatki, dobrze wysklepione żebra. Uda bardzo muskularne, a przednie nogi proste, średniej grubości. Podobny do foxhounda angielskiego.

## Zachowanie i charakter
Aktywny i przyjazny.